# MASTpresents 奥華子 Room No.875
MAST presents 奥華子 Room No.875（マスト ペレゼンツ おくはなこ ルーム ナンバー 875）は、かつてTOKYO FMで放送されていたラジオ番組である。本項では前身の『MAST presents 奥華子 MATIOTO』についても記述する。
パーソナリティはシンガーソングライターの奥華子である。
MASTブランドを手がける積和不動産（当時、現在の積水ハウス不動産東京）の一社提供。

## 概要
- 奥華子が某マンションの自室「875号室」から、部屋をテーマに「楽しみ方」や充実した「ライフスタイル」を、時にはゲストを招いて探していく[2]。
- 番組タイトルが『MAST presents 奥華子 MATIOTO』だった2012年8月以前は、80.0「80.Love」（エイティー・ポイント・ラヴ、＝TOKYO FM）の電波が届く街（関東地方）の様々な「街」のストーリーを音楽を交えながら、奥が実際に各地の街へ繰り出し「あの街・この街」を紹介する番組内容だった。
- 後に番組タイトルの改題を機に番組内容が音楽を中心とした番組となったが、不動産会社提供の番組であることから、ゲストが出演する場合はゲストのプライベートについてトークすることが多い。
- ゲストの出演がある場合、ゲストは原則として2週連続で出演する。1週目は「奥の居室を訪問する」ため、CM前に呼び鈴を鳴らす演出が施されるが、2週目は「既に来訪している」ため、2週目は呼び鈴を鳴らす演出は行なわれない。
- 奥華子が「失恋ソングの女王」と称されている為か、CM内容も交際している男女が別れる内容の物が多い。

## 放送時間
- 毎週土曜日 19:30 - 19:55

## 略歴
- 2011年4月17日 - 放送開始。
- 2012年4月28日 - 番組初のゲスト。
- 2020年8月某日 - 『MAST presents 奥華子 MATIOTO』としての番組が終了。
- 2012年9月1日 - 番組名を『MASTpresents 奥華子 Room No.875』に改題して放送を再開。番組タイトルの改題に伴い、番組内容も変更される。
- 2019年9月28日 - 放送終了。

## 訪れた街
以下の一覧は2012年8月まで「MAST presents 奥華子 MATIOTO」として訪れた街の一覧である。

## ゲスト
- シクラメン[7]（2012年4月28日、2012年5月5日）

## コーナー

### 過去のコーナー
- 街うたソング
1つの街が終わるごと（後編の回、エンディング前）に訪れた街を題材としたオリジナルの曲を作詞作曲。その曲をスタジオで演奏し披露するコーナー。